# Weltmeister EX5

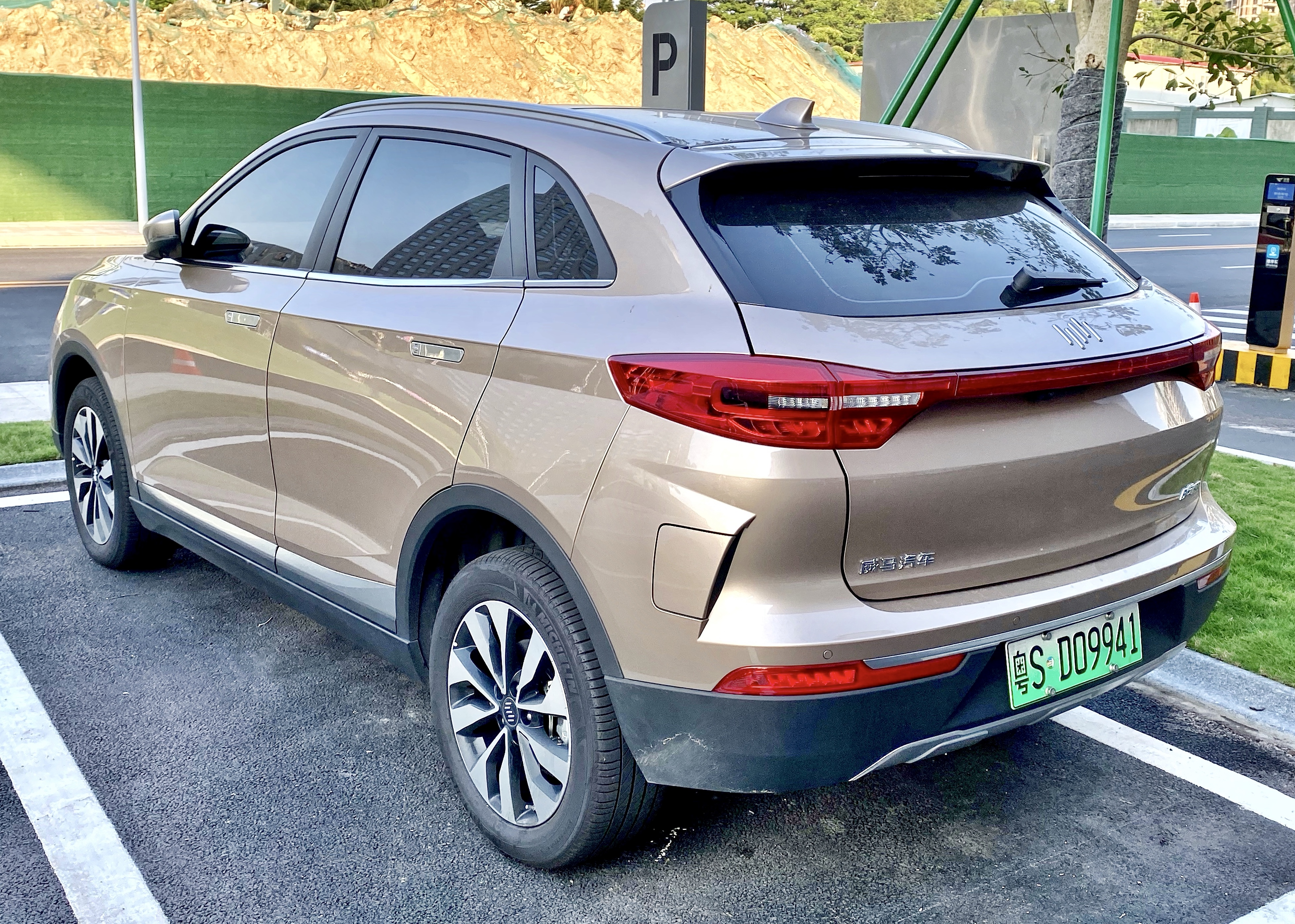
Heckansicht

Der Weltmeister EX5 ist ein batterieelektrisch angetriebenes Sport Utility Vehicle von WM Motor Technology.

## Geschichte
Als erstes Fahrzeug des Herstellers wurde im Dezember 2017 der EX5 angekündigt. Vorgestellt wurde er im April 2018 auf der Beijing Auto Show. Seitdem wurde das SUV über ein Direktvertriebsmodell in China auch verkauft. Ab Mai 2020 war die überarbeitete Version EX5-Z erhältlich. Ab 2022 sollte das Fahrzeug auch in Indonesien vermarktet werden. Die Produktion des Wagens erfolgte in Wenzhou.

## Technische Daten
Angetrieben wird die Baureihe wie der 2019 eingeführte EX6 von einem 160 kW (218 PS) starken Permanentmagnet-Synchronmotor von BorgWarner. Verschiedene Akkugrößen sind erhältlich.
|                            | 300                               | 400                                 | 500                                 | 520                               |
| -------------------------- | --------------------------------- | ----------------------------------- | ----------------------------------- | --------------------------------- |
| Bauzeitraum                | 04/2018–08/2019                   | 04/2018–12/2022                     | 04/2018–05/2020                     | 08/2019–02/2021                   |
| Motorkenndaten             |                                   |                                     |                                     |                                   |
| Motorart                   | Permanentmagnet-Synchronmotor     | Permanentmagnet-Synchronmotor       | Permanentmagnet-Synchronmotor       | Permanentmagnet-Synchronmotor     |
| max. Leistung              | 160 kW (218 PS)                   | 160 kW (218 PS)                     | 160 kW (218 PS)                     | 160 kW (218 PS)                   |
| max. Drehmoment            | 315 Nm                            | 315 Nm                              | 315 Nm                              | 315 Nm                            |
| Kraftübertragung           |                                   |                                     |                                     |                                   |
| Antrieb                    | Vorderradantrieb                  | Vorderradantrieb                    | Vorderradantrieb                    | Vorderradantrieb                  |
| Getriebe                   | Festes Übersetzungsverhältnis     | Festes Übersetzungsverhältnis       | Festes Übersetzungsverhältnis       | Festes Übersetzungsverhältnis     |
| Messwerte                  |                                   |                                     |                                     |                                   |
| Höchstgeschwindigkeit      | k. A.                             | k. A.                               | k. A.                               | k. A.                             |
| Beschleunigung, 0–100 km/h | 7,9 s                             | 8,5 s                               | 8,5 s                               | 8,3 s                             |
| Batterie                   | Lithium-Ionen-Akkumulator: 46 kWh | Lithium-Ionen-Akkumulator: 52,6 kWh | Lithium-Ionen-Akkumulator: 56,9 kWh | Lithium-Ionen-Akkumulator: 69 kWh |
| Reichweite nach NEFZ       | 300 km                            | 400 km                              | 460 km                              | 520 km                            |